# Lise-Meitner-Gymnasium (Geldern)
Das Lise-Meitner-Gymnasium ist eines der beiden städtischen Gymnasien in Geldern, einer Stadt im Kreis Kleve in Nordrhein-Westfalen. Benannt ist die Schule nach der Physikerin Lise Meitner.
Die Schule mit Fachräumen und einer Bibliothek befindet sich im Westen Gelderns und verfügt über ein weitläufiges Schulgelände mit mehreren Sportanlagen. Neben dem Regelunterricht engagiert sich das Gymnasium in verschiedenen Projekten, darunter internationale Austauschprogramme, MINT-Förderung sowie kulturelle und soziale Initiativen.
Durch eine Zusammenarbeit mit außerschulischen Partnern und Hochschulen will das Lise-Meitner-Gymnasium seinen   Schülern eine praxisnahe und zukunftsorientierte Ausbildung ermöglichen.

## Geschichte

### Städtische Höhere Mädchenschule (1824–1920)
Das Lise-Meitner-Gymnasium in Geldern hat seine Wurzeln in der Städtischen Höheren Mädchenschule, die erstmals 1824 erwähnt wurde. Diese Schule begann mit nur einer Klasse und war im Kloster Hüls an der damaligen Dammerstraße, der heutigen Hülser-Kloster-Gasse, untergebracht. 1866 übernahmen die „Schwestern Unserer Lieben Frau“ die Leitung der Schule. Diese katholische Ordensgemeinschaft widmete sich der Bildung und Erziehung von Mädchen und prägte in den folgenden Jahren maßgeblich den Charakter der Schule.
Während des Kulturkampfes, einer Phase intensiver Auseinandersetzungen zwischen dem preußischen Staat und der katholischen Kirche, wurde die Schule 1874 aufgelöst. In den Jahren 1875 bis 1879 wurde der Schulbetrieb jedoch durch weltliche Lehrkräfte fortgesetzt. 1880 kam es zur Neueröffnung einer Städtischen Mädchenschule, die den Bildungsbetrieb für Mädchen in Geldern weiterführte.
Zwischen 1893 und 1897 schwankte die Zahl der Schülerinnen zwischen 20 und 40. 1897 erfolgte ein Umzug in ein neues Schulgebäude am Südwall, was die Bedeutung und das Wachstum der Schule unterstrich.
1920 übernahmen erneut die „Schwestern Unserer Lieben Frau“ die Leitung der Schule, wobei die weltlichen Lehrer weiterhin im Dienst blieben. Diese Phase markierte den Übergang zum Lyzeum Marienschule, das bis 1938 bestand.

### Lyzeum Marienschule (1920–1938)
Zwischen 1920 und 1938 wurde die Städtische Mädchenschule in Geldern als Lyzeum Marienschule geführt. Im Jahr 1926 zog die Schule in ein neues Gebäude am Westwall um, was ihre wachsende Bedeutung unterstrich.
Mit dem Aufstieg des Nationalsozialismus änderten sich die Rahmenbedingungen für die Schule erheblich. 1938 wurde den Schwestern durch die nationalsozialistische Regierung untersagt, neue Schülerinnen für die Sexta aufzunehmen. Stattdessen wurde eine neue Sexta für Mädchen am Kreisjungengymnasium eingerichtet.
Diese Maßnahmen führten dazu, dass das Lyzeum Marienschule 1939 endgültig aufgelöst wurde. Die bestehenden Klassen wurden vom Jungengymnasium übernommen, das fortan als „Oberschule für Jungen und Mädchen“ firmierte.

### Oberschule für Jungen und Mädchen (1938–1945)
Zwischen 1938 und 1945 wurde das bisherige Jungengymnasium in Geldern zur „Oberschule für Jungen und Mädchen“ umstrukturiert. Diese Veränderung resultierte aus der nationalsozialistischen Bildungspolitik, die darauf abzielte, das Bildungssystem nach ideologischen Vorgaben zu reorganisieren. Im Zuge dieser Umstrukturierung wurden 1939 die Klassen des aufgelösten Lyzeums Marienschule in die neue Oberschule integriert.
Während des Zweiten Weltkriegs wurde das Schulgebäude am Westwall von der Wehrmacht übernommen, was den regulären Schulbetrieb erheblich beeinträchtigte. Die genauen Details über den Schulalltag während dieser Zeit sind aufgrund der Kriegswirren und der damit verbundenen Dokumentenverluste lückenhaft.
Die Zeit zwischen  1938  und  1945  war für die Oberschule in Geldern, wie für viele Bildungseinrichtungen in Deutschland, von den Auswirkungen des Krieges und der nationalsozialistischen Ideologie geprägt.
Nach dem Ende des Zweiten Weltkriegs im Jahr 1945 wurde der Schulbetrieb in Geldern wieder aufgenommen. Zunächst fand der Unterricht für Schülerinnen und Schüler im Gebäude am Westwall statt, da das Jungengymnasium von den Besatzungstruppen genutzt wurde.

### Progymnasium für Mädchen (1952–1957)
Nach dem Zweiten Weltkrieg wurde die Mädchenschule in Geldern  1952  wieder eigenständig und bezog erneut das Gebäude am Westwall. Unter der Leitung von Regina Korte zählte die Schule zu diesem Zeitpunkt 218 Schülerinnen.
1954 erhielt die Schule die Genehmigung zum Ausbau zur „Vollanstalt“, was bedeutete, dass sie nun alle Klassenstufen bis zum Abitur anbieten konnte. In den Jahren 1955 bis 1958 wurde ein neuer Flügel angebaut, um den gestiegenen Anforderungen und der wachsenden Schülerzahl gerecht zu werden.

### Mädchengymnasium (1957–1965)
Im Jahr 1957, nach der Umwandlung der Schule in ein Progymnasium für Mädchen und dem ersten Abiturjahrgang der Schule, wurde die Schule offiziell als Mädchengymnasium geführt.
Zwischen 1957 und 1965 wuchs die Schule weiter, die Zahl der Schülerinnen stieg und es wurden  mehr Ressourcen für die fundierte und zunehmend gleichberechtigte akademische Ausbildung der Mädchen bereitgestellt, die sie auf das Leben und Berufsleben vorbereitete.

### Neusprachliches Mädchengymnasium und Frauenoberschule, später Gymnasium für Frauenbildung (1965–1977)
Ab dem Jahr 1965 wurde die Schule als Neusprachliches Mädchengymnasium und gleichzeitig als Frauenoberschule mit dem Schwerpunkt auf Frauenbildung umstrukturiert. Gleichzeitig erhielt die Schule ein modernes, neues Gebäude am Friedrich-Nettesheim-Weg, was den wachsenden Anforderungen gerecht wurde.
Unter der Leitung von Gregor Vos wurde die Schule in dieser Zeit zunehmend auch zu einem kulturellen Zentrum. Unterstützt von Persönlichkeiten wie Lindner sowie Droege/van der Grinten wurden zahlreiche Schulopern aufgeführt, die auch das kreative und gemeinschaftliche Engagement der Schülerinnen förderten.
Zudem wurde 1962 die Schülermitverantwortung (SMV) gegründet. Die SMV förderte das Engagement der Schülerinnen in schulischen und gesellschaftlichen Angelegenheiten und trug dazu bei, dass die Schülerinnen sich aktiv in die Gestaltung des Schulalltags einbringen konnten.
In den Jahren von 1964 bis 1977 pflegte die Schule eine enge Partnerschaft mit einer Schule in Nimwegen. Im internationalen Austausch konnten die Schülerinnen ihre sprachlichen und interkulturellen Fähigkeiten erweitern.
Die Schülerinnenzahl stieg kontinuierlich an, sodass 1971 bereits 808 Schülerinnen die Schule besuchten. Dieses Wachstum führte zu einer Erweiterung des schulischen Angebots und einer Anpassung der schulischen Strukturen. Im Zeitraum von 1972 bis 1974 unternahm die Schule einen ersten Versuch zur Reform der Oberstufe, um den sich wandelnden Anforderungen gerecht zu werden. Zudem kehrte man 1973 zur traditionellen Reifeprüfungsordnung zurück, was die Vorbereitung auf das Abitur beeinflusste. Ein weiterer Meilenstein war die Gründung des Fördervereins im Jahr 1976, der die Schule finanziell unterstützte und zur Verbesserung der Lernbedingungen beitrug. Sportlich erzielte die Handballmannschaft der Schule von 1976 bis 1978 drei aufeinanderfolgende Meisterschaften auf NRW-Ebene, was die sportliche Bedeutung der Schule unterstrich. Im Jahr 1975, mit der Auflösung des Kreises Geldern, übernahm der Kreis Kleve die Trägerschaft der Schule, was organisatorische Anpassungen mit sich brachte.

### Mädchengymnasium (1977–1988)
Zwischen 1977 und 1988 setzte das Mädchengymnasium in Geldern seine Entwicklung fort.

### Lise-Meitner-Gymnasium (seit 1988)

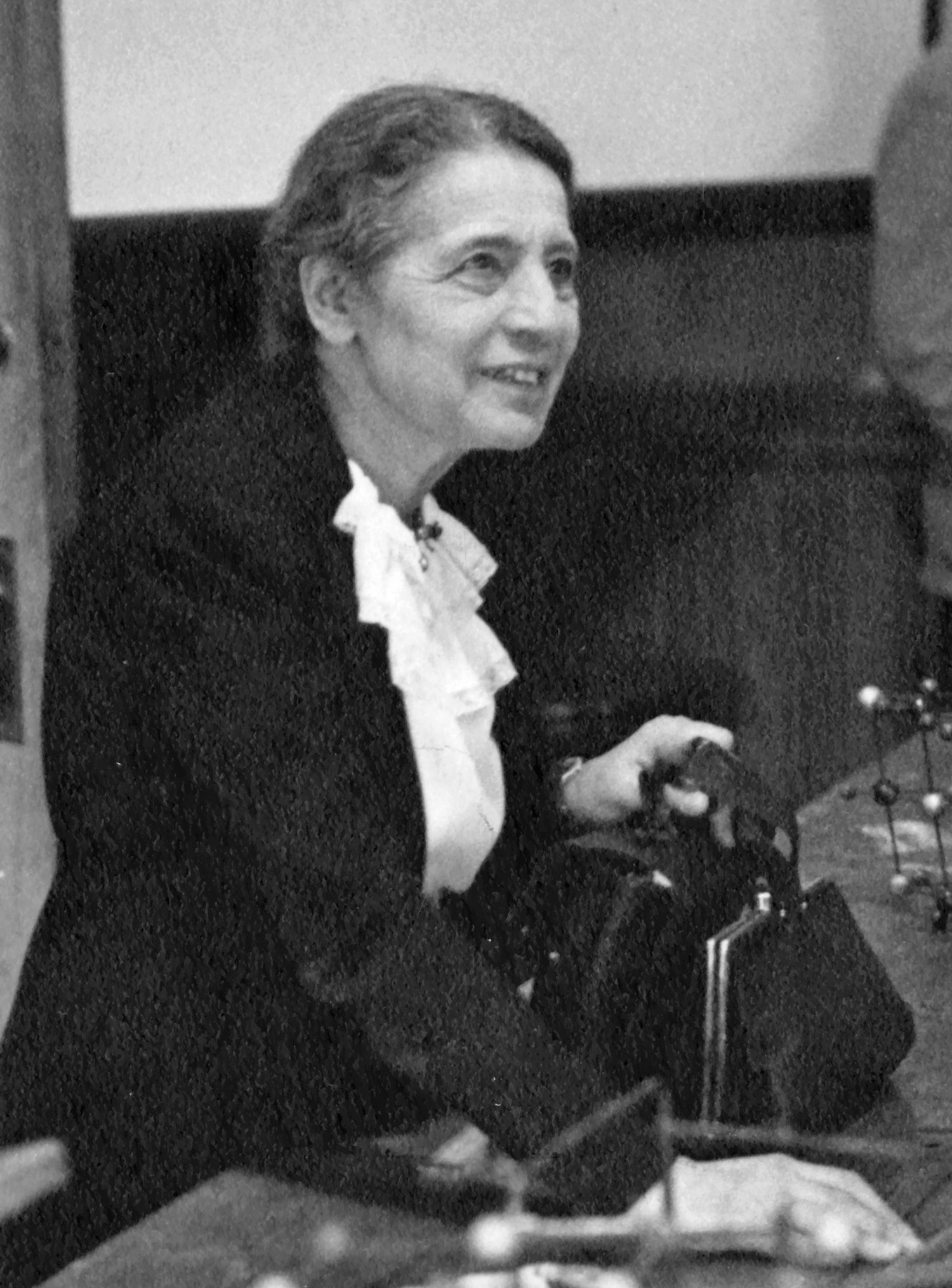
Lise Meitner (1878–1968) im Jahre 1948 in Washington D.C.

Seit 1988 trägt das Gymnasium in Geldern den Namen Lise-Meitner-Gymnasium, zu Ehren der Physikerin Lise Meitner, die eine bedeutende Rolle in der Entdeckung der Kernspaltung spielte. Dieser Namenswechsel reflektierte nicht nur die Anerkennung von Meitners herausragender wissenschaftlicher Leistung, sondern auch den Anspruch, ein modernes, forschungsorientiertes Bildungsangebot zu schaffen.
Der Fokus lag nicht nur auf der akademischen Ausbildung, sondern auch auf der Förderung von Naturwissenschaften und Technik. Im Zuge der Neuausrichtung und Modernisierung des Schulprofils wurden neue Fachrichtungen und Schwerpunkte eingeführt, darunter auch ein neusprachlicher Zweig sowie ein naturwissenschaftlich-technologischer Schwerpunkt.
Der Ausbau der außerschulischen Aktivitäten und der internationale Austausch mit Schulen in anderen Ländern trugen dazu bei, das weltweite Verständnis und die interkulturelle Kommunikation der Schülerinnen zu fördern. Auch in den 1990er Jahren und darüber hinaus erlebte das Lise-Meitner-Gymnasium eine kontinuierliche Modernisierung. Die Schule passte sich den Herausforderungen des digitalen Zeitalters an und implementierte moderne IT-Ausstattungen sowie den Einsatz neuer Lehrmethoden. Hierbei wurde besonders Wert auf die Förderung von Medienkompetenz und die Integration von neuen Technologien in den Unterricht gelegt.

## Schulalltag

### Doppelstundensystem
Das Lise-Meitner-Gymnasium Geldern nutzt ein Doppelstundenmodell, bei dem der Unterricht in 90-Minuten-Blöcken organisiert ist. Dieses Konzept ermöglicht eine tiefere Auseinandersetzung mit den Unterrichtsinhalten, da weniger Fächer pro Tag unterrichtet werden. Dadurch reduziert sich die Anzahl der Hausaufgaben, und die Schüler können sich gezielter mit einzelnen Fächern beschäftigen. Zudem werden die Schultaschen entlastet, da weniger Materialien pro Tag benötigt werden. In den unteren Klassenstufen gibt es kaum Nachmittagsunterricht, sodass den Schülern mehr Zeit für außerschulische Aktivitäten zur Verfügung steht. Das Modell erlaubt zudem eine methodisch vielfältigere Unterrichtsgestaltung, insbesondere durch den verstärkten Einsatz von Gruppenarbeiten, Experimenten und Diskussionen.

### Förderung der Naturwissenschaften
Im Wahlpflichtbereich II bietet die Schule das Fach „NaWi“ an, das eine frühzeitige Vertiefung in den Naturwissenschaften ermöglicht. In der Oberstufe stehen Leistungskurse in Biologie, Chemie und Physik zur Auswahl. Zudem existieren verschiedene Arbeitsgemeinschaften, darunter das „Teutolab“, das den Schülern eine forschungsorientierte Lernumgebung bietet. Das Gymnasium fördert darüber hinaus die Teilnahme an naturwissenschaftlichen Wettbewerben wie „Jugend forscht“ oder der Mathematik-Olympiade.

### Medien- und Digitalisierungskonzept
Die Schule verfolgt zudem ein umfassendes Medien- und Digitalisierungskonzept. Ab der siebten Klasse werden iPads im Unterricht genutzt, um digitale Lernmethoden zu integrieren. Es existieren spezielle Arbeitsgemeinschaften, die Schülern den Umgang mit digitalen Werkzeugen vermitteln, darunter die „PC & Office“-AG für Fünftklässler. Im Projektkurs „Lise-App“ haben Schüler die Möglichkeit, eine eigene Schul-App zu entwickeln und zu programmieren. Ergänzend dazu unterstützen Medienscouts ihre Mitschüler beim sicheren und verantwortungsbewussten Umgang mit digitalen Medien. Projekte zur Cybermobbing-Prävention und zum Datenschutz sind ebenfalls Bestandteil des pädagogischen Konzepts.

### Förderung der Schülerschaft
Das Lise-Meitner-Gymnasium Geldern bietet umfassende Fördermaßnahmen und individuelle Unterstützung für seine Schüler. Ein zentrales Angebot ist das „Lerncafé“, das Schülerinnen und Schülern in den Klassenstufen 5 bis 7 eine betreute Umgebung zum eigenständigen Lernen bietet. Ergänzt wird dieses durch das „Lerncafé Plus“, das gezielt auf individuelle Förderbedarfe eingeht. Darüber hinaus gibt es Förderangebote in verschiedenen Fächern, um leistungsschwächere Schüler zu unterstützen und leistungsstarke Schüler gezielt zu fördern. Die Schule setzt zudem auf eine frühzeitige Berufsorientierung, unter anderem durch Potenzialanalysen, Praktika und individuelle Beratungen.

### Projekte und außerschulischen Aktivitäten
Neben dem regulären Unterricht engagiert sich die Schule in Projekten und außerschulischen Aktivitäten. Dazu zählen Schüleraustauschprogramme mit Partnerschulen im europäischen Ausland sowie regelmäßige Exkursionen und Studienfahrten. Ein besonderes Augenmerk liegt auf ökologischen und sozialen Projekten. So engagieren sich die „Greenscouts“ in Umweltprojekten, darunter Recyclinginitiativen und Aktionen zur Müllvermeidung. Darüber hinaus werden regelmäßig kulturelle Veranstaltungen, Feste und Wettbewerbe organisiert, die das schulische Gemeinschaftsleben bereichern.

## Schulgebäude und -gelände
Das weitläufige Schulgelände des Lise-Meitner-Gymnasiums beherbergt in mehreren Gebäudeteilen die verschiedene Fachbereiche und Jahrgangsstufen. Die Unterrichtsräume sind modern ausgestattet, insbesondere die Fachräume für Naturwissenschaften, Kunst, Musik und Informatik.
Die großzügig gestaltete Mensa dient als Begegnungsstätte für die Schülerinnen und Schüler. Hier wird ein warmes Mittagessen angeboten, das insbesondere von den Schülern mit Nachmittagsunterricht genutzt wird.
Als Veranstaltungsraum für schulische und außerschulische Aktivitäten wird die Aula in einem weiteren Gebäude für Konzerte, Theateraufführungen, Vorträge und Schulfeiern genutzt. Durch ihre moderne Ausstattung mit Licht- und Tontechnik ermöglicht sie professionelle Aufführungen und Veranstaltungen.
Für den Sportunterricht stehen eine große Sporthalle sowie Außenanlagen mit Sportplätzen nicht nur im regulären Unterricht, sondern auch für Schulmannschaften und Wettkämpfe zur Verfügung.

## Persönlichkeiten
- Clementia Killewald (1954–2016), Benediktinerin und Äbtissin
- Britta Haßelmann (* 1961), Politikerin und Sozialarbeiterin